# Nuoto ai XVI Giochi paralimpici estivi - Donne 200 metri stile libero
Le gare di nuoto 200 metri stile libero donne ai XVI Giochi paralimpici estivi si sono svolte tra il 25 e il 27 agosto 2021 presso il Tokyo Aquatics Centre. 

## Programma
Sono stati disputati 2 eventi, articolati in una serie di batterie di qualificazione in mattinata; la finale è stata disputata nel pomeriggio/sera del medesimo giorno.
| Evento | Data   | Data   | Data   | Data   | Data   | Data   |
| Evento | Mer 25 | Mer 25 | Gio 26 | Gio 26 | Ven 27 | Ven 27 |
| Evento | M      | P      | M      | P      | M      | P      |
| ------ | ------ | ------ | ------ | ------ | ------ | ------ |
| S5     | B      | F      |        |        |        |        |
| S14    |        |        |        |        | B      | F      |

| M | mattina | P | Pomeriggio/sera |

| B | Batterie di qualificazione | F | Finale per medaglia d'oro |

## Risultati
Tutti i tempi sono espressi in secondi.

### S5
| Pos. | Atleta          | Nazione       | Tempo   | Note |
| ---- | --------------- | ------------- | ------- | ---- |
|      | Zhang Li        | Cina          | 2:46,53 |      |
|      | Tully Kearney   | Gran Bretagna | 2:46,65 |      |
|      | Monica Boggioni | Italia        | 2:55,70 |      |
| 4    | Sezanna Hext    | Gran Bretagna | 2:59,55 |      |
| 5    | Yao Cuan        | Cina          | 3:00,72 |      |
| 6    | Maori Yui       | Giappone      | 3:14,58 |      |
| 7    | Sümeyye Boyacı  | Turchia       | 3:17,23 |      |
| 8    | Sevilay Öztürk  | Turchia       | 3:29,05 |      |

### S14
| Pos. | Atleta                  | Nazione       | Tempo   | Note |
| ---- | ----------------------- | ------------- | ------- | ---- |
|      | Valeriia Shabalina      | RPC           | 2:03,71 |      |
|      | Bethany Firth           | Gran Bretagna | 2:03,99 |      |
|      | Jessica-Jane Applegate  | Gran Bretagna | 2:09,53 |      |
| 4    | Louise Fiddes           | Gran Bretagna | 2:11,20 |      |
| 5    | Pernilla Lindberg       | Svezia        | 2:12,33 |      |
| 6    | Angela Marina           | Canada        | 2:15,43 |      |
| 7    | Ruby Storm              | Australia     | 2:17,33 |      |
| 8    | Michelle Alonso Morales | Spagna        | 2:19,67 |      |